# Ян Францішек Чарторийський
Ян Францішек Чорторийський (пол. Jan Franciszek Czartoryski, згодом отець ордену Домініканців Міхал Чорторийський (19 лютого 1897, Полкіни — 6 вересня 1944) — один з князів Чорторийських, блаженний Римо-католицької церкви, член чоловічого монашого ордену Домініканів, архітектор, педагог. Входить до числа 108 блаженних польських мучеників, беатифікований Римським Папою Іваном Павлом ІІ під час його відвідин Варшави 13 червня 1999 року.

## Біографія
Народився в багатодітній родині Вітольда Чорторийського та Ядвіги Дідушицької. Мав 11 братів та сестер. Навчався у Львівській політехніці, де отримав диплом інженера.
1927 року вступив до ордену домініканців, де прийняв нове ім'я — Міхал. Вічну обітницю прийняв 25 вересня 1928 року. 20 грудня 1931 року рукоположений на священника. У серпні 1944 року взяв участь у Варшавському повстанні, як капелан Армії крайової. 6 вересня 1944 року доглядав за пораненими повстанцями у військовому госпіталі. Там був заарештований німецькими військовими і розстріляний.
13 червня 1999 року був беатифікований Папою Римським Іваном Павлом ІІ разом з іншими польськими мучениками Другої світової війни.
День пам'яті — 12 червня.